# طيران رأس الخيمة
طيران رأس الخيمة هي شركة طيران سابقة مقرها في إمارة رأس الخيمة في دولة الإمارات العربية المتحدة. تأسست عام 2006 لكنها توقفت عن العمل لفترة وجيزة في عام 2009 وأعيد إطلاقها في عام 2010 بزي جديد وتحت إدارة جديدة. علقت شركة الطيران جميع رحلاتها في 1 يناير 2014 لكنها أعلنت أنها قد تستأنف في تاريخ لاحق بعد عملية إعادة الهيكلة.

## تاريخ
ظهرت الأخبار الأولى عن شركة طيران جديدة مقرها رأس الخيمة في عام 2005 وكانت تسمى في البداية طيران الحمراء. أصدر مجلس الوزراء الإماراتي في وقت لاحق موافقته الرسمية على إنشاء طيران رأس الخيمة كناقل وطني في قراره رقم 4/328 لعام 2005. بدأت الخطوط الجوية الجديدة عملياتها في أوائل عام 2007. تضررت الشركة بشدة خلال الأزمة المالية لعام 2007- 2010 وتوقفت عن العمل في 2009.
أعلنت شركة الطيران في عام 2010 أنها ستستأنف عملياتها باستخدام نموذج أعمال جديد "القيمة مقابل المال"، بهدف وضع نفسها بين شركات النقل ذات الخدمات الكاملة والناقلات منخفضة التكلفة.
كشفت شركة طيران رأس الخيمة في فبراير 2011 عن خططها لإطلاق رحلات إلى ما بين خمس إلى تسع وجهات جديدة. وعلى قول الشركة بوجود صعوبة في افتتاح العديد من الوجهات الجديدة بسبب شركات الطيران المنافسة في الإمارات العربية المتحدة، فقد أعلنت أنها بصدد وضع اللمسات الأخيرة على اتفاقية مشاركة الرمز مع شركة طيران آسيوية وأنها ستزيد أيضًا من حجم أسطولها.
أطلقت طيران رأس الخيمة في عام 2013 رحلاتها إلى إسلام أباد وعمان. أعلنت شركة طيران رأس الخيمة عن التعليق الفوري لجميع العمليات في 1 يناير 2014، بسبب الاعتبارات الاقتصادية.

## الوجهات

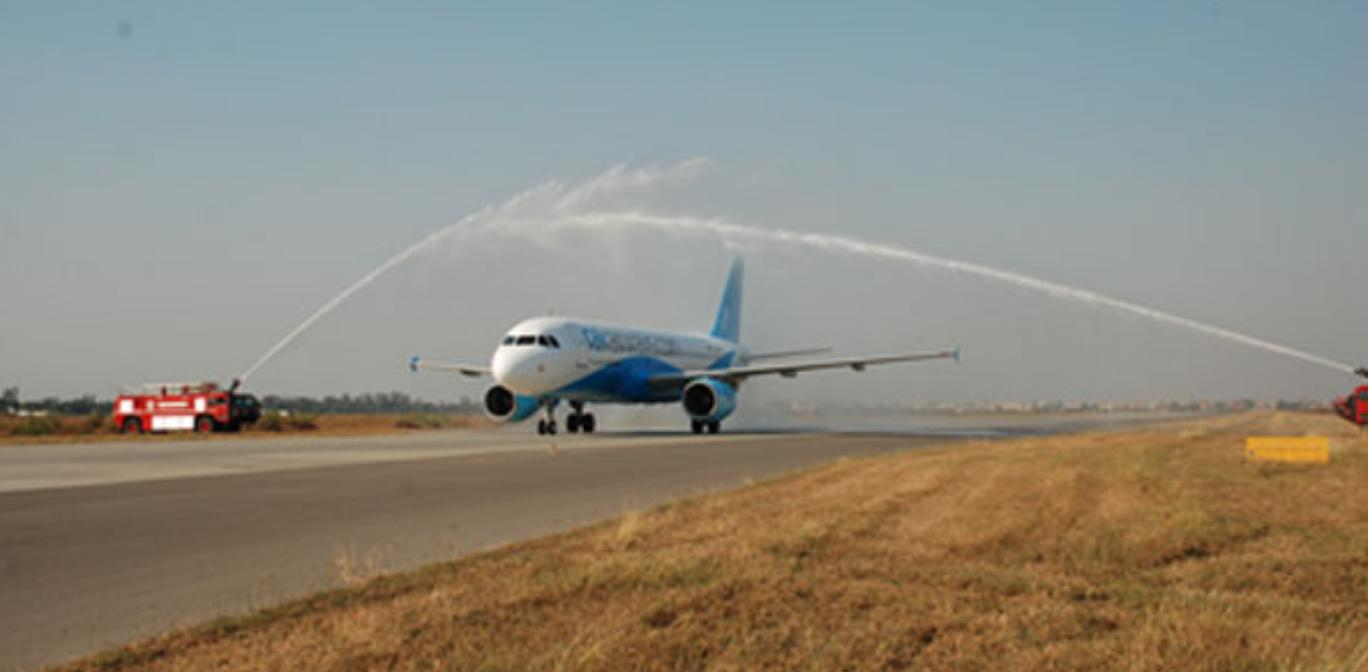
طائرة إيرباص إيه 320-200 تابعة للشركة في 2012

الوجهات التي خدمتها الشركة في ديسمبر 2013:
| الدولة                   | المدينة    | المطار                       | ملاحظات | مراجع |
| ------------------------ | ---------- | ---------------------------- | ------- | ----- |
| بنغلاديش                 | دكا        | مطار شاه جلال الدولي         |         |       |
| الهند                    | قاليقوط    | مطار كاليكوت الدولي          |         |       |
| نيبال                    | كاتماندو   | مطار تريبوفان الدولي         |         |       |
| باكستان                  | إسلام آباد | مطار بينظير بوتو الدولي      |         |       |
| باكستان                  | لاهور      | مطار علامه إقبال الدولي      |         |       |
| باكستان                  | بيشاور     | مطار باجا خان الدولي         |         |       |
| قطر                      | الدوحة     | مطار الدوحة الدولي           |         |       |
| السعودية                 | جدة        | مطار الملك عبد العزيز الدولي |         |       |
| السعودية                 | الرياض     | مطار الملك خالد الدولي       |         |       |
| الإمارات العربية المتحدة | رأس الخيمة | مطار رأس الخيمة الدولي       | محور    |       |

## الأسطول
تألف أسطول طيران رأس الخيمة من الطائرات التالية وكان لديه طلبات من طائرة بوينغ 737 الجيل القادم:

## وصلات خارجية
- الموقع الرسمي لطيران رأس الخيمة (بالإنجليزية)